# Júlio Góes
Pour les articles homonymes, voir Góes.
Júlio Góes, né le 25 octobre 1955 à Bauru, est un joueur de tennis professionnel brésilien.
Il a représenté le Brésil à deux reprises en Coupe Davis. Finaliste du tournoi de Bahia en 1983, il a remporté cinq tournois Challenger en simple et deux en double, tous au Brésil.

## Palmarès

### Finale en simple messieurs
| No | Date       | Nom et lieu du tournoi            | Catégorie | Dotation | Surface         | Vainqueur       | Score    |  |
| -- | ---------- | --------------------------------- | --------- | -------- | --------------- | --------------- | -------- |  |
| 1  | 21-11-1983 | Tournoi de tennis de Bahia, Bahia |           | 75 000 $ | Moquette (int.) | Pedro Rebolledo | 6-3, 6-3 |  |

### Finale en double messieurs
| No | Date       | Nom et lieu du tournoi    | Catégorie | Dotation | Surface      | Vainqueurs                      | Partenaire | Score    |  |
| -- | ---------- | ------------------------- | --------- | -------- | ------------ | ------------------------------- | ---------- | -------- |  |
| 1  | 14-02-1983 | Chilean Open Viña del Mar |           | 75 000 $ | Terre (ext.) | Hans Gildemeister Belus Prajoux | Ney Keller | 6-3, 6-1 |  |

## Parcours dans les tournois duGrand Chelem

### En simple
| Année | Open d'Australie | Open d'Australie | Internationaux de France | Internationaux de France | Wimbledon       | Wimbledon   | US Open         | US Open        |
| ----- | ---------------- | ---------------- | ------------------------ | ------------------------ | --------------- | ----------- | --------------- | -------------- |
| 1982  | —                | —                | 1er tour (1/64)          | A. Ganzábal              | 1er tour (1/64) | Chris Lewis | 1er tour (1/64) | S. Glickstein  |
| 1983  | —                | —                | 1er tour (1/64)          | H. Gildemeister          | 1er tour (1/64) | Pat Cash    | 1er tour (1/64) | Hans Simonsson |
| 1984  | —                | —                | 1er tour (1/64)          | Mike Leach               | —               | —           | —               | —              |
| 1986  | —                | —                | 1er tour (1/64)          | Darren Cahill            | —               | —           | —               | —              |

N.B. : à droite du résultat se trouve le nom de l'ultime adversaire.

### En double
| Année | Open d'Australie | Open d'Australie | Internationaux de France                                                             | Internationaux de France                                                             | Wimbledon | Wimbledon                                                                           | US Open | US Open |
| ----- | ---------------- | ---------------- | ------------------------------------------------------------------------------------ | ------------------------------------------------------------------------------------ | --------- | ----------------------------------------------------------------------------------- | ------- | ------- |
| 1982  | —                | —                | 1er tour (1/32) D. Pérez \|\| style="text-align:left;" \| S. Glickstein S. Krulevitz | —                                                                                    | —         | 1er tour (1/32) P. Hjertquist \|\| style="text-align:left;" \| F. Buehning J. Kriek |         |         |
| 1983  | —                | —                | 1er tour (1/32) N. Keller \|\| style="text-align:left;" \| G. Ocleppo Roger-Vasselin | 1er tour (1/32) N. Keller \|\| style="text-align:left;" \| C. Dowdeswell R. Drysdale | —         | —                                                                                   |         |         |
| 1984  | —                | —                | 1er tour (1/32) N. Keller \|\| style="text-align:left;" \| J. Järryd H. Simonsson    | —                                                                                    | —         | —                                                                                   | —       |         |
| 1986  | —                | —                | 1er tour (1/32) D. Campos \|\| style="text-align:left;" \| J. Hlasek P. Složil       | —                                                                                    | —         | —                                                                                   | —       |         |

N.B. : le nom du ou de la partenaire se trouve sous le résultat ; le nom des ultimes adversaires se trouve à droite.